# Menades
Menades ist eine französische Gemeinde mit 37 Einwohnern (Stand: 1. Januar 2022) im Département Yonne in der Region Bourgogne-Franche-Comté. Sie gehört zum Arrondissement Avallon und zum Kanton Avallon.

## Geographie
Menades liegt etwa 43 Kilometer südsüdöstlich von Auxerre und etwa acht Kilometer südwestlich von Avallon und ist umgeben (nicht Teil) des Regionalen Naturparks Morvan. Die Gemeinde befindet sich am südöstlichen Rand des Départements an der Grenze zum benachbarten Département Nièvre. Der trockenfallende Rau de Goblot, ein Zufluss der Cure, entspringt auf dem Gebiet der Gemeinde, deren Fläche zu mehr als zwei Drittel landwirtschaftlich genutzt wird. 
Umgeben wird Menades von den Nachbargemeinden Tharoiseau im Norden, Island im Norden und Osten, Saint-André-en-Morvan (Nièvre) im Südosten, Domecy-sur-Cure im Süden, Pierre-Perthuis im Westen und Südwesten sowie Saint-Père im Westen und Nordwesten.

## Bevölkerungsentwicklung
| Jahr                       | 1962 | 1968 | 1975 | 1982 | 1990 | 1999 | 2006 | 2013 | 2020 |
| Einwohner                  | 79   | 73   | 74   | 65   | 67   | 61   | 63   | 57   | 40   |
| Quellen: Cassini und INSEE |      |      |      |      |      |      |      |      |      |

## Sehenswürdigkeiten
- Kirche Saint-Nicolas